# Mordellistena comata
Mordellistena comata là một loài bọ cánh cứng trong họ Mordellidae. Loài này được LeConte miêu tả khoa học năm 1858.